# Convocazioni al campionato nordamericano femminile di pallavolo 2023
Elenco delle giocatrici convocate per il campionato nordamericano 2023.

## Canada
| N° | Nome              | Ruolo | Data di nascita  | Squadra           |
| -- | ----------------- | ----- | ---------------- | ----------------- |
| -  | Shannon Winzer    | All   | -                | -                 |
| 3  | Kiera Van Ryk     | O     | 6 gennaio 1999   | Türk Hava Yolları |
| 4  | Vicky Savard      | S     | 14 febbraio 1993 | Prometej          |
| 5  | Julia Murmann     | L     | 10 novembre 2002 | Toronto           |
| 6  | Jazmine White     | C     | 14 dicembre 1993 | Schweriner        |
| 7  | Layne Van Buskirk | C     | 19 febbraio 1998 | PTSV Aachen       |
| 8  | Alicia Ogoms      | C     | 2 aprile 1994    | Terville Florange |
| 9  | Alexa Gray        | S     | 7 agosto 1994    | Imoco             |
| 11 | Andrea Mitrovic   | S     | 3 giugno 1999    | Karayolları       |
| 13 | Brie O'Reilly     | P     | 24 gennaio 1998  | Rio de Janeiro    |
| 14 | Hilary Howe       | S     | 16 giugno 1998   | PTSV Aachen       |
| 15 | Shainah Joseph    | O     | 15 maggio 1995   | Marcq-en-Barœul   |
| 17 | Kacey Jost        | L     | 15 febbraio 2000 | British Columbia  |
| 19 | Emily Maglio      | C     | 13 novembre 1996 | Türk Hava Yolları |
| 26 | Quinn Pelland     | P     | 11 maggio 1999   | Mount Royal       |

## Costa Rica
| N° | Nome               | Ruolo | Data di nascita   | Squadra  |
| -- | ------------------ | ----- | ----------------- | -------- |
| -  | Pablo Acuña        | All   | 11 ottobre 1988   | San José |
| 2  | Nicole Salazar     | P     | 18 maggio 2003    | -        |
| 4  | Julissa Rodríguez  | C     | 13 febbraio 2000  | -        |
| 5  | Tamara Espinoza    | S     | 15 gennaio 2000   | -        |
| 7  | Nicole Mata        | S     | 15 giugno 2004    | -        |
| 9  | Ana Victoria Rojas | O     | 15 aprile 2002    | -        |
| 18 | Nhya Barley        | C     | 11 settembre 2006 | -        |
| 19 | Emily Fonseca      | L     | 1º novembre 2005  | -        |
| 20 | Nazareth Mata      | S     | 2 ottobre 2006    | -        |
| 21 | Sheyla Álvarez     | P     | 15 luglio 2006    | -        |
| 22 | Joselyn Moraga     | S     | 12 gennaio 2006   | -        |
| 24 | Joselyn Hernández  | C     | 2 maggio 1995     | -        |
| 25 | Mariana Porras     | C     | 15 settembre 2004 | -        |

## Cuba
| N° | Nome             | Ruolo | Data di nascita  | Squadra             |
| -- | ---------------- | ----- | ---------------- | ------------------- |
| -  | Leivis Garcia    | All   | -                | -                   |
| 2  | Dezirett Madán   | O     | 10 dicembre 2002 | Železničar Lajkovac |
| 5  | Dayana Martínez  | C     | 19 ottobre 2002  | Uraločka            |
| 7  | Odaimis Leliebre | P     | 16 gennaio 2001  | -                   |
| 8  | Diaris Pérez     | S     | 16 novembre 1998 | Balatonfüred        |
| 10 | Ellemay Miranda  | L     | 7 maggio 2002    | -                   |
| 11 | Gretell Moreno   | P     | 30 gennaio 1998  | Královo Pole        |
| 15 | Jessica Aguilera | C     | 25 maggio 1999   | Chamalières         |
| 19 | Laura Suárez     | C     | 13 dicembre 1998 | JAV Olímpico        |
| 20 | Greisy Finé      | O     | 21 luglio 1999   | Chamalières         |
| 24 | Thalía Moreno    | O     | 10 aprile 2002   | Sfaxien             |
| 25 | Ivy Vila         | S     | 22 luglio 2001   | Benfica             |

## Messico
| N° | Nome                     | Ruolo | Data di nascita  | Squadra          |
| -- | ------------------------ | ----- | ---------------- | ---------------- |
| -  | Nicola Negro             | All   | 10 gennaio 1980  | Minas            |
| 1  | Ivone Martínez           | P     | 3 febbraio 1997  | Alcobendas       |
| 4  | María Fernanda Rodríguez | O     | 23 giugno 1997   | Sporting Lisbona |
| 6  | Grecia Castro            | S     | 5 marzo 2001     | Vitória          |
| 9  | Maria Vela               | P     | 19 maggio 2000   | Tirana           |
| 10 | Daniela Siller           | S     | 25 marzo 2000    | UDEM             |
| 11 | Jocelyn Urías            | C     | 12 febbraio 1996 | Quimper          |
| 12 | Joseline Landeros        | L     | 20 dicembre 2000 | Kairós           |
| 15 | Karen Rivera             | O     | 20 maggio 1999   | Chihuahua        |
| 16 | Angela Muñoz             | L     | 10 novembre 2000 | Tigrillas UANL   |
| 20 | Aimé Topete              | S     | 16 ottobre 2005  | -                |
| 22 | Andrea Elicerio          | C     | 22 gennaio 2002  | Tigrillas UANL   |
| 30 | Arleth Márquez           | C     | 26 dicembre 2005 | -                |
| 33 | Karina Flores            | C     | 16 agosto 1998   | Anorthōsīs       |

## Porto Rico
| N° | Nome                  | Ruolo | Data di nascita   | Squadra                 |
| -- | --------------------- | ----- | ----------------- | ----------------------- |
| -  | Fernando Morales      | All   | 4 febbraio 1982   | Evansville              |
| 1  | Andrea Fuentes        | P     | 12 maggio 1999    | Wake Forest             |
| 2  | Shara Venegas         | L     | 18 settembre 1992 | Criollas de Caguas      |
| 3  | Alondra Vázquez       | S     | 16 agosto 2000    | Atenienses de Manatí    |
| 4  | Dariana Hollingsworth | O     | 17 giugno 1999    | LiigaPloki              |
| 5  | Wilmarie Rivera       | P     | 14 febbraio 1997  | Vilsbiburg              |
| 8  | Paola Rojas           | C     | 26 gennaio 1996   | Valencianas de Juncos   |
| 12 | Neira Ortiz           | C     | 6 luglio 1993     | Cangrejeras de Santurce |
| 15 | Génesis Collazo       | O     | 4 ottobre 1992    | Cangrejeras de Santurce |
| 16 | Paola Santiago        | S     | 17 febbraio 2000  | Pinkin de Corozal       |
| 17 | Solimar Cestero       | S     | 8 settembre 2000  | North Florida           |
| 18 | Alba Hernández        | C     | 3 ottobre 1994    | Criollas de Caguas      |
| 20 | Paula Cerame          | L     | 23 agosto 2000    | Indiana                 |
| 21 | Pilar Victoriá        | S     | 11 ottobre 1995   | Criollas de Caguas      |
| 23 | Nomaris Vélez         | L     | 11 giugno 1993    | Changas de Naranjito    |

## Rep. Dominicana
| N° | Nome                | Ruolo | Data di nascita   | Squadra           |
| -- | ------------------- | ----- | ----------------- | ----------------- |
| -  | Marcos Kwiek        | All   | 18 luglio 1967    | Bauru             |
| 1  | Cándida Arias       | C     | 11 marzo 1992     | -                 |
| 2  | Yaneirys Rodríguez  | L     | 26 giugno 2000    | -                 |
| 3  | Lisvel Eve          | C     | 10 settembre 1991 | -                 |
| 4  | Vielka Peralta      | S     | 13 aprile 1999    | Hapoël Kfar Saba  |
| 5  | Brenda Castillo     | L     | 5 giugno 1992     | Savino Del Bene   |
| 7  | Niverka Marte       | P     | 19 ottobre 1990   | Jakarta Popsivo   |
| 11 | Geraldine González  | C     | 18 aprile 2002    | -                 |
| 12 | Yokaty Pérez        | P     | 6 agosto 1998     | Deportivo Géminis |
| 15 | Madeline Guillén    | S     | 4 giugno 2001     | Bandung BJB       |
| 16 | Yonkaira Peña       | S     | 10 maggio 1993    | Minas             |
| 18 | Bethania de la Cruz | S     | 13 maggio 1987    | -                 |
| 20 | Brayelin Martínez   | S     | 11 settembre 1996 | Praia Clube       |
| 21 | Jineiry Martínez    | C     | 3 dicembre 1997   | Praia Clube       |
| 23 | Gaila González      | O     | 22 giugno 1997    | Dinamo-Ak Bars    |

## Stati Uniti
| N° | Nome                 | Ruolo | Data di nascita   | Squadra            |
| -- | -------------------- | ----- | ----------------- | ------------------ |
| -  | Karch Kiraly         | All   | 3 novembre 1960   | -                  |
| 1  | Micha Hancock        | P     | 10 novembre 1992  | Megavolley         |
| 4  | Justine Wong-Orantes | L     | 6 ottobre 1995    | Béziers            |
| 5  | Alexandra Frantti    | S     | 3 marzo 1996      | Casalmaggiore      |
| 6  | Morgan Hentz         | L     | 27 luglio 1998    | Athletes Unlimited |
| 7  | Lauren Carlini       | P     | 28 febbraio 1995  | Casalmaggiore      |
| 10 | Jordan Larson        | S     | 16 ottobre 1986   | Pro Victoria       |
| 11 | Andrea Drews         | O     | 25 dicembre 1993  | Megavolley         |
| 12 | Jordan Thompson      | O     | 5 maggio 1997     | Pro Victoria       |
| 15 | Haleigh Washington   | C     | 22 settembre 1995 | Savino Del Bene    |
| 16 | Dana Rettke          | C     | 21 gennaio 1999   | Pro Victoria       |
| 22 | Kathryn Plummer      | S     | 16 ottobre 1998   | Imoco              |
| 23 | Kelsey Robinson      | S     | 25 giugno 1992    | Imoco              |
| 24 | Chiaka Ogbogu        | C     | 15 aprile 1995    | VakıfBank          |
| 27 | Avery Skinner        | S     | 25 aprile 1999    | Béziers            |